# Maurice Blond
Maurice Blond (de son vrai nom Moïse Blumenkrantz, né à Łódź en Pologne le 18 juin 1899 et mort à Clamart le 20 octobre 1974) est un peintre et lithographe polonais affilié à l'École de Paris. Du fait de son ascendance, de sa pratique de la langue russe et de son cercle d'amis artistes à Montparnasse, il est cependant dit aussi peintre russe,.

## Biographie
Le père de Maurice Blond était un commerçant, d'origine russe, et amateur d’art. Les débuts de Maurice, qui accomplit ses études au lycée russe de Lódz, sont déjà prometteurs : en 1911, à la suite d’un concours scolaire, l'une de ses aquarelles est remarquée puis exposée et conservée au Musée de Kiev.
En même temps qu'en 1922 il entre au département des sciences naturelles de l'Université de Varsovie, il y fréquente l'École des beaux-arts où se situe son réel centre d'intérêt, subvenant pécuniairement à ses besoins en donnant des leçons particulières de mathématiques. En 1923, il quitte la Pologne pour Berlin où il rencontre Issac Mintchine et Kostia Terechkovitch et, en 1924, il arrive à Paris, s'installe à la cité Falguière et se lie avec le groupe des russes : Michel Larionov et son épouse Nathalie Gontcharova, Jean Pougny, Pinchus Krémègne. Il partage sa chambre à Montparnasse avec Kostia Terechkovitch.
En 1930, il entre à la revue russophone Tchisla en tant qu'animateur et conseiller artistique, participant avec cette revue à l'organisation d'expositions.
Volontaire dans l'armée française puis démobilisé, adoptant le nom de "Blond" moins repérable par l'occupant allemand, Maurice se réfugie dans une ferme du Vaucluse et y travaille pendant deux ans, s'installant un temps à Grenoble à la Libération de sorte d'y reprendre la peinture, avant de revenir vivre définitivement à Montparnasse.

## Expositions personnelles
- Comédie des Champs-Élysées, Paris, 1929.
- Galerie Zak, Paris, décembre 1950[9].
- Cowie Gallery, Los Angeles, 1952.
- Crane Kalman Gallery, Londres, mars 1958[10].
- Salons de la Rose-Croix, Paris, octobre-novembre 1988[11].
- Galerie Colette Dubois, Paris, février-mars 1990[12].

## Expositions collectives
- Les peintres russes de l'École de Paris, Maison de la pensée française, Paris, 1961.
- De Bonnard à Baselitz, dix ans d'enrichissements du Cabinet des estampes, Bibliothèque nationale de France, 1992[13].

## Réception critique
- « Sa peinture, figurative, se caractérise par une grande délicatesse de la vision, en communion avec la nature-mère et l'amour des choses. » - Dictionnaire Bénézit[4]
- « Ce Polonais, né de parents russes, débarqua à Paris à 25 ans et se lia d'amitié avec toute la colonie slave de Montparnasse et de La Coupole: Mintchine, Krémègne, Terechkovitch. Ses natures mortes, ses paysages urbains sont brossés dans une pâte richement nourrie et pourtant sourde, en étroit accord avec son expressionnisme tourmenté. » - Gérald Schurr[14]
- « Dès ses premières œuvres, exposées à la Galerie Zak, il affirme en un langage nuancé sa fidélité au merveilleux quotidien, qui ne le quittera plus jusqu'à son dernier tableau...  Le monde de Blond, pur de toute mise-en-scène tragique (Soutine) ou tragi-comique (Pougny), est dénué de tout apprêt. Ramené à l'extrême essentiel, il permet paradoxalement à la sensation d'atteindre sa vibration la plus intense et à la poésie picturale de se manifester d'une manière durable par-delà tous les modes d'expression à venir. Ses innombrables variations sur un fauteuil resteront des exemples saisissants de la métamorphose visionnaire du réel le plus humble. » - Jacques Zeitoun[3]

## Musées et collections publiques
- Musée national d'art de l'Ukraine, Kiev[4].
- Ben Uri Gallery, The London Jewish Museum of Art[15].
- Wolverhampton Art Gallery, Wolverhampton, Midlands de l'ouest.
- Ferens Art Gallery, Kingston-upon-Hull, Yorkshire.
- Cabinet des estampes de la Bibliothèque nationale de France, L'équipage, lithographie originale, 1973[13].
- Fonds national d'art contemporain, dont dépôts : Ministère de l'éducation nationale, Paris ; Ministère de l'intérieur, Paris ; Préfecture du Cantal, Aurillac.

## Collections privées
- Jacques Spreiregen.
- Henri Braun-Adam[16].